# Pseudopodabrus semicircularis
Pseudopodabrus semicircularis is een keversoort uit de familie soldaatjes (Cantharidae). De wetenschappelijke naam van de soort werd in 1995 gepubliceerd door Wittmer.